# Брайан Бертіно
Брайан Бертіно (англ. Bryan Bertino; нар. 17 жовтня 1977) — американський кінорежисер. Найбільш відомий як сценарист і режисер фільму «Незнайомці» (2008), а також як автор його сиквелу «Незнайомці: Жорстокі ігри» (2018) разом із Беном Кітаєм.

## Кар'єра
Бертіно подав «Незнайомців» на здобуття стипендії Ніколла Академії кінематографічних мистецтв і наук США, яка дійшла до чвертьфіналу. Однак йому вдалося домовитися про зустріч з Vertigo Entertainment. Бертіно звільнився з роботи за кілька днів до того, як сценарій був проданий студії Universal Pictures.
Марк Романек хотів зняти «Незнайомців», але зажадав бюджет у 40 мільйонів доларів. Після розмови з Ендрю Роною з Rogue Pictures, Бертіно запропонували зняти «Незнайомців», попри відсутність у нього режисерського досвіду.

## Фільмографія
| Рік  | Назва                     | Режисер | Сценарист | Продюсер |
| ---- | ------------------------- | ------- | --------- | -------- |
| 2008 | Незнайомці                | Так     | Так       | Ні       |
| 2014 | Пересмішник               | Так     | Так       | Так      |
| 2015 | Дочка чорного плаща       | Ні      | Ні        | Так      |
| 2016 | Монстр                    | Так     | Так       | Так      |
| 2017 | Стефані                   | Ні      | Ні        | Так      |
| 2017 | Казка на ніч              | Ні      | Ні        | Так      |
| 2018 | Незнайомці: Жорстокі ігри | Ні      | Так       |          |
| 2020 | Темні та нечестиві        | Так     | Так       | Так      |